# All About You
«All About You» (Todo Acerca de Ti), es una canción de la cantante y actriz estadounidense Hilary Duff. La canción fue lanzada el 12 de agosto por RCA Records como primer sencillo oficial del próximo álbum de Duff, previsto a ser lanzado a finales de 2014. Líricamente, la canción habla sobre cómo la protagonista está tan enganchada a su novio que está dispuesta a demostrar su amor verdadero por él en cualquier lugar.
La canción fue universalmente aclamada por los críticos de música, señalando que era mejor que su sencillo anterior, lo que indica que podría ser un éxito. Los críticos también han encontrado similitudes entre "All About You" y canciones de Taylor Swift y The Lumineers.
Duff lanzó un lyric video para la canción, donde aparece seduciendo a la cámara, con una sucesión de primeros planos de la cantante. El video musical oficial fue dirigido por Declan Whitebloom y muestra a la cantante persiguiendo a un chico que conoce en un restaurante, mientras que hace una coreografía con sus bailarinas. La cantante ha promocionado la canción con una serie de presentaciones en vivo, incluyendo The X Factor, Good Morning America y Live with Kelly & Michael.

## Antecedentes
Después de pasar siete años sin lanzar nueva música, Hilary Duff anunció que estaba grabando un nuevo álbum. "Estoy trabajando con muchas personas. Sigo escribiendo, por lo que el proceso sigue en marcha", dijo a MTV News durante la alfombra de los iHeartRadio Music Awards en 2014. También dijo que el álbum tiene un "ambiente indie-pop". El 29 de julio de 2014, Duff lanzó "Chasing the Sun" como sencillo promocional. La canción recibió críticas favorables por parte de los críticos de música y debutó en el número 79 en el Billboard Hot 100. Sin embargo, menos de un mes después del lanzamiento de "Chasing the Sun", Duff anunció que lanzaría un nuevo sencillo llamado "All About You".

## Composición
"All About You" es una canción que mezcla tanto country pop como pop rock. Su instrumentación se compone de un banjo y palmas. Kristin Harris, de la revista Seventeen, dijo que "la canción suena como una mezcla de Taylor Swift y The Lumineers con un toque de la antigua Hilary".

## Recepción crítica
La canción ha recibido críticas positivas alabando el ritmo de la canción y la voz de Duff. Según Nolan Feeney, de la revista Time, "All About You" está en la "misma línea folk-pop" como Chasing The Sun, pero que es un "gran avance" y escribió: las comparaciones con Taylor Swift son inevitables, pero Duff guiñó a sus raíces tejanas para atraer la atención sin ningún esfuerzo. Feeney concluyó en que "el mundo debería haber oído esto en primer lugar". Jason Lipshutz, de Billboard, elogió la canción diciendo: "los matices folklóricos, las palmas y la melodía divertida hacen que esta canción sea lo que los fans de Duff esperaban escuchar cuando ella anunció su regreso a la música". Kristin Harris, de la revista Seventeen, también alabó la canción diciendo: "es el himno pop-rock acústico perfecto que han estado esperando desde que anunció su nuevo disco. Es perfecto". Music Times elogió la voz de Duff diciendo: "Mientras que la instrumentación va por un lado, la voz de Duff pasea en su territorio propio, juega en contra de la música y hace una combinación irresistible. Es realmente un triunfo para Duff". PopCrush también dio una crítica positiva a la canción: "Estamos amando el ambiente de la canción, lleno de guitarras acústicas y la dulce voz de Duff. El tono folk-rock añade madurez al sonido de Duff y esto se refuerza con la letra ligeramente provocativa".

## Vídeo musical
El 19 de agosto de 2014, Duff lanzó un lyric video de la canción en YouTube. Duff escribió en su cuenta de Twitter el 4 de septiembre que estaba filmando el video musical del sencillo, el cual estaba dirigido por Declan Whitebloom, mismo que dirigió el video de "Chasing the Sun". Con base en las fotografías de los paparazzi, Duff fue vista llevando una falda corta y medias de red, sentada en un Mercedes-Benz convertible y bailando con varias bailarinas. El 18 de septiembre de 2014, Duff publicó una foto en su cuenta de Twitter, en la que decía que el video iba a ser lanzado el 24 de septiembre.

## Actuaciones en directo
Duff interpretó "All About You" en vivo por primera vez en The X Factor Australia el 8 de septiembre de 2014. También interpretó la canción en el programa de entrevistas de la televisión australiana Sunrise el 11 de septiembre de 2014.  Hilary cantó la canción por primera vez en la televisión amaericana en Good Morning America, el 7 de octubre de 2014. También interpretó la canción en Live! with Kelly & Michael el 8 de octubre de 2014.

## Posicionamiento
| Listas (2014)                             | Posiciones |
| ----------------------------------------- | ---------- |
| Australia (ARIA)                          | 20         |
| Canadá (Canadian Hot 100)                 | 91         |
| República Checa (Singles Digital Top 100) | 60         |
| México Ingles Airplay (Billboard)         | 27         |
| Eslovaquia (Singles Digital Top 100)      | 69         |
| Estados Unidos (Bubbling Under Hot 100)   | 19         |
| Estados Unidos (Mainstream Top 40)        | 38         |

## Historial de lanzamientos
| País           | Fecha                | Formato          | Discográfica |
| -------------- | -------------------- | ---------------- | ------------ |
| Austria        | 12 de agosto de 2014 | Descarga digital | Sony         |
| Alemania       | 12 de agosto de 2014 | Descarga digital | Sony         |
| Italia         | 12 de agosto de 2014 | Descarga digital | Sony         |
| Estados Unidos | 12 de agosto de 2014 | Descarga digital | RCA          |